# Seweryn Łukasik
Seweryn Łukasik (ur. 27 marca 1919 w Chwalibogowicach, zm. 28 kwietnia 2016 we Wrocławiu) – polski lekarz, specjalista w dziedzinie chorób wewnętrznych i medycyny sportowej, profesor Akademii Medycznej we Wrocławiu. Autor ponad 150 prac naukowych, głównie z zakresu kardiologii.
Pochowany na Cmentarzu św. Wawrzyńca we Wrocławiu.

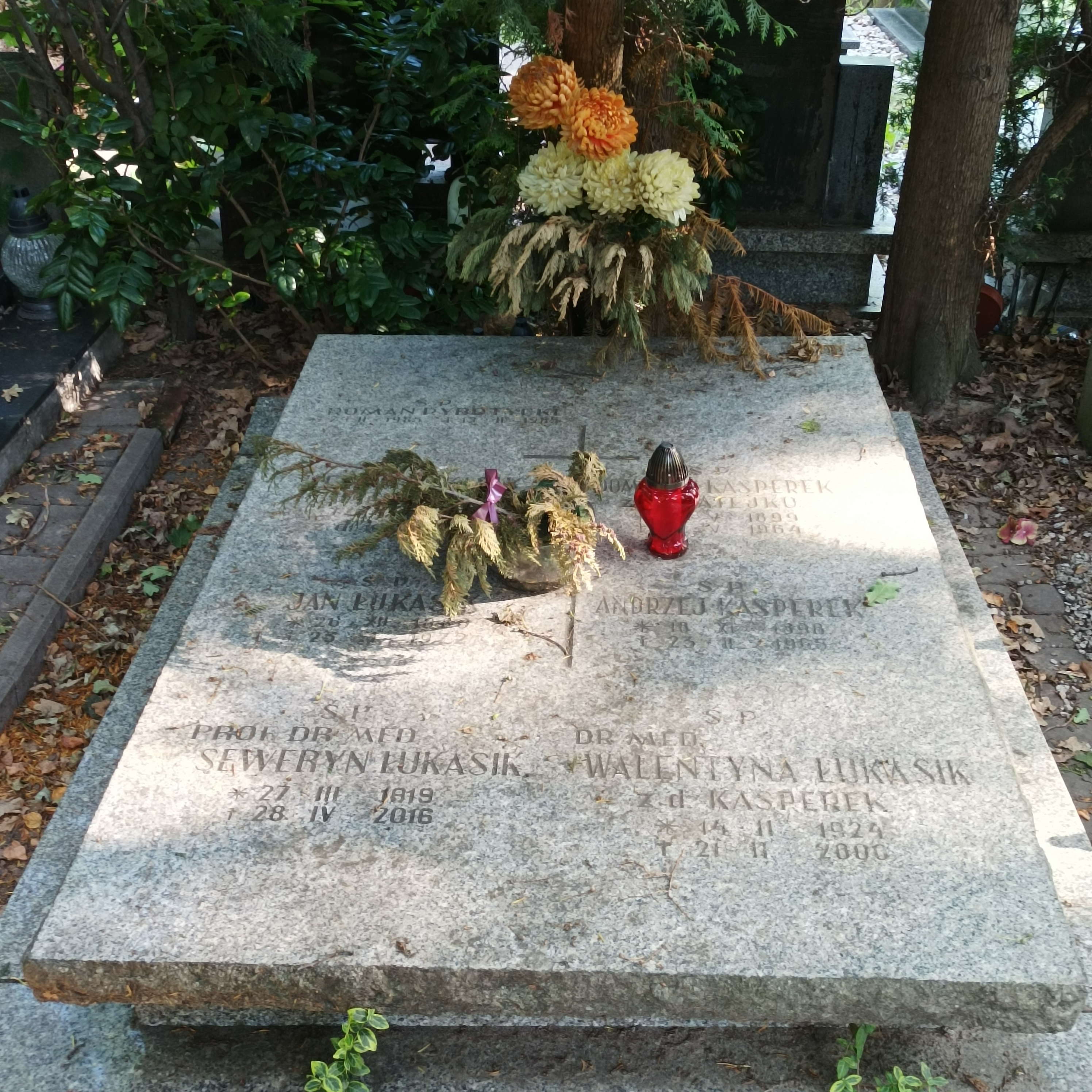
Grób prof. Seweryna Łukasika na cmentarzu św. Wawrzyńca we Wrocławiu

## Edukacja[2]
- 1938 matura w gimnazjum im. A. Mickiewicza w Warszawie[4],
- 1938 – 1939 studia lekarskie na Uniwersytecie Warszawskim,
- W czasie II wojny światowej drugi rok studiów medycznych w konspiracyjnym Uniwersytecie Ziem Zachodnich w Warszawie,
- 1945 – 1948 studia medyczne na Uniwersytecie Jagiellońskim w Krakowie,
- 1948 dyplom lekarza,
- 1951 doktor medycyny,
- 1961 doktor habilitowany  na podstawie rozprawy „Zachowanie się lipazy lipoproteinowej krwi w stanach fizjologicznych i patofizjologicznych ze szczególnym uwzględnieniem miażdżycy tętnic”,
- 1971 profesor nadzwyczajny,
- 1980 profesor zwyczajny.

## Odznaczenia i wyróżnienia
- Krzyż Kawalerski Orderu Odrodzenia Polski[5]
- Złoty Krzyż Zasługi[5]
- Odznaka „Za zasługi dla ochrony zdrowia”[5]
- Złota Odznaka Akademii Medycznej we Wrocławiu[1]
- Medal „Obrońcy Ojczyzny 1939-1945”[6] za udział w kampanii wrześniowej (18 listopada 2015)
- Brązowy Medal za Zasługi dla Obrony Kraju[7]